# Slash (음반)
《Slash》는 건즈 앤 로지스의 리드 기타리스트로 가장 잘 알려진 미국의 로큰롤 음악가 슬래시의 데뷔 솔로 음반이다. 2010년에 발매된 이 음반에는 에릭 밸런타인이 프로듀싱을 맡았으며, 《Appetite for Destruction》 시대 건즈 앤 로지스의 멤버 5명 중 4명을 포함한 여러 뮤지션들이 참여했고, 슬래시 본인과 이지 스트래들린, 더프 맥케이건 그리고 스티븐 애들러가 참여했다.

## 배경 및 녹음
2007년 자서전에서 슬래시는 솔로 음반을 계획하고 있다고 언급했고 함께 일하고 싶은 보컬리스트 몇 명을 열거했다. 그는 이 음반의 제목이 《Slash & Friends》(비록 《& Friends》는 나중에 타이틀에서 제외됨)라고 말했다. 슬래시의 아내 펄라는 2008년 인터뷰에서 이 음반에 "오지 오스본부터 퍼기까지의 모든 사람들"이 포함될 것이라고 언급했다.
체스터 베닝턴이 피처링한 곡 〈Crazy〉는 이 음반에 녹음되었지만 베닝턴의 그룹 린킨 파크의 보류 중인 발매와의 충돌을 피하기 위해 차단되었다. 《A Thousand Suns》는 슬래시의 음반이 발매된 지 몇 달 후에 발매되었다. 슬래시는 레미 킬미스터와 함께 〈Doctor Alibi〉로 노래를 재녹음했다. 슬래시는 〈Crazy〉에 대한 권리가 베닝턴의 2017년 자살 이후 그의 가족에 의해 소유되었으며, 이 곡의 가능한 발매는 그들의 승인이 필요하다.
이 음반은 EMI를 통해 미국에서, 로드러너를 통해 영국에서 발매되었다. 커버 아트는 저명한 팝 초현실주의 화가이자 슬래시의 친구인 론 잉글리시의 그림으로 제작되었다.
음반 발매 후 인터뷰에서 슬래시는 톰 요크가 〈Saint Is a Sinner Too〉를 불렀으면 했지만 라디오헤드 가수에게 전화하기에는 너무 긴장했다고 밝혔다. 이후 핀란드의 《사운디》 잡지와의 인터뷰에서 슬래시는 이 음반에 전 하노이 록스의 리드 싱어 마이클 먼로가 참여하기를 원했지만 슬래시가 자신에게 맞는 노래는 없었다고 말했다.
2010년 4월 18일 기준으로, 이 음반은 호주에서 골드를 획득했다.

## 발매 및 반응
| 전문가 평가         | 전문가 평가 |
| 총 점수             | 총 점수     |
| 출처                | 점수        |
| ------------------- | ----------- |
| 메타크리틱          | (56/100)    |
| 평가 점수           |             |
| 출처                | 점수        |
| AllMusic            | [ 6 ]       |
| Los Angeles Times   | [ 7 ]       |
| About.com           | [ 8 ]       |
| musicOMH            | [ 9 ]       |
| Classic Rock        | [ 10 ]      |
| PopMatters          | [ 11 ]      |
| NOW                 | [ 12 ]      |
| The Guardian        | [ 13 ]      |
| The Washington Post | (mixed)     |
| New Musical Express | (7/10)      |

발매되자마자 《Slash》는 첫 주에 61,000장이 팔려 빌보드 200 차트 3위(록, 하드 록, 디지털, 인디펜던트 음반 차트 1위)에 진입했다. 이 음반은 캐나다, 오스트리아, 뉴질랜드, 스웨덴에서도 1위로 데뷔했고 독일, 핀란드, 호주, 프랑스, 노르웨이, 폴란드, 스위스에서도 20위권에 진입했다.
앤드류 스톡데일이 피처링한 이 음반의 첫 번째 싱글인 〈By the Sword〉는 록 송 차트에서 41위, 캐나다 핫 100에서 78위로 정점을 찍었다. 퍼기가 피처링한 〈Beautiful Dangerous〉는 히트시커스 송과 캐나다 핫 100에서 각각 11위와 58위를 차지했다. 퍼기와 사이프러스 힐이 참여한 〈Paradise City〉의 커버도 캐나다 핫 100에서 75위로 올랐다.
작가 셸비 파월은 슬래시의 기타에 대한 정확성에 주목하면서 음반의 3.5/5 엄지손가락을 평가했지만 "90년대에 대한 존경심이 약간 지나쳤으며 일부 피처링 곡들은 나이든 순수주의 지도자들이 그들의 아랫입술을 삐죽 내밀고 라이터를 내려놓았을 수도 있다"고 점수를 박탈했다.

## 곡 목록
| #   | 제목                      | 작사·작곡                      | 리드 보컬                  | 재생 시간 |
| --- | ------------------------- | ------------------------------ | -------------------------- | --------- |
| 1.  | 〈Ghost〉                 | 슬래시, 이언 애스트베리        | 이언 애스트베리            | 3:34      |
| 2.  | 〈Crucify the Dead〉      | 슬래시, 오지 오스본, 케빈 추코 | 오지 오스본                | 4:04      |
| 3.  | 〈Beautiful Dangerous〉   | 슬래시, 퍼기                   | 퍼기                       | 4:41      |
| 4.  | 〈Back from Cali〉        | 슬래시, 마일즈 케네디          | 마일즈 케네디              | 3:35      |
| 5.  | 〈Promise〉               | 슬래시, 크리스 코넬            | 크리스 코넬                | 4:41      |
| 6.  | 〈By the Sword〉          | 슬래시, 앤드류 스톡데일        | 앤드류 스톡데일            | 4:50      |
| 7.  | 〈Gotten〉                | 슬래시, 애덤 리바인            | 애덤 리바인                | 5:05      |
| 8.  | 〈Doctor Alibi〉          | 슬래시, 레미 킬미스터          | 레미 킬미스터              | 3:07      |
| 9.  | 〈Watch This〉            | 슬래시                         | 데이브 그롤, 더프 맥케이건 | 3:46      |
| 10. | 〈I Hold On〉             | 슬래시, 키드 록                | 키드 록                    | 4:10      |
| 11. | 〈Nothing to Say〉        | 슬래시, M. 섀도스              | M. 섀도스                  | 5:27      |
| 12. | 〈Starlight〉             | 슬래시, 케네디                 | 마일즈 케네디              | 5:25      |
| 13. | 〈Saint Is a Sinner Too〉 | 슬래시, 로코 데루카            | 로코 데루카                | 3:28      |
| 14. | 〈We're All Gonna Die〉   | 슬래시, 이기 팝                | 이기 팝                    | 4:30      |